# عرفان پورافراز
عرفان پورافراز (زاده ۶ اسفند ۱۳۷۰) بازیکن فوتبال اهل ایران است.
وی سابقه بازی در تیم‌های پیکان، نفت مسجدسلیمان، ملوان، نود ارومیه، بادران، ذوب‌آهن، هوادار٫ خوشه طلایی٫ پارس جنوبی جم٫ فجر سپاسی٫ بعثت کرمانشاه و صنعت نفت آبادان را در کارنامه دارد.